# Rouge Pompier
Rouge Pompier est un groupe musical de rock et rock francophone québécois, canadien, originaire de Verdun, au Québec. Le duo s'est formé à la suite de la fin des groupes eXterio et Chapter en 2011 et installe immédiatement le rituel de sortir un album tous les 4 ans,.

## Biographie

### Kevin Bacon (2012-2016)
Formé en 2011 à l'Verdun, par le guitariste et chanteur Jessy Fuchs et le batteur Alexandre Portelance, le groupe sort leur premier album nommé Kevin Bacon le 8 août 2012 qui se voit en nomination au Gamiq,.

### Chevy Chase (2016-2020)
En 2016, la formation sort l'album Chevy Chase toujours sous sa propre étiquette Slam Disques et performe dans les grands festivals comme les Francofolies, ainsi qu'en vitrine devant toute l'industrie dans le cadre de la bourse Rideau,.
Chevy Chase reçoit sa nomination au Gamiq 2016.
Le succès de l'album est attribué à leurs vidéoclips qui jouent beaucoup à MusiquePlus comme celui de VHS dans lequel Donald Pilon joue un rôle important. Le groupe est également propulsé par la station Sirius XM
Le point culminant de l'album est lorsque le groupe performe devant un site à plein capacité au FEQ en première partie de Sum 41.

### Neve Campbell (2020-2024)
Un 3e album, Neve Campbell, a été enregistré à l'été 2019 en Norvège,, et fait son apparition le 20 mars 2020, en même temps que la pandémie et le premier confinement. Comme d'habitude ce sont les fans qui ont décidé des chansons dans un processus de comité d'écoute. C'est un album marquant pour la formation, tellement qu'ils ont inclus le bruit des vagues du Ocean Sound studio entre les chansons. Le groupe a présenté l'album au Club Soda au retour de la pandémie et l'album est en nomination au Gamiq 2020,

### Re-Neve Campbell (2023)
Le groupe défie ses propres règles et offre un EP de 5 chansons que leur fans n'ont pas choisies, et reçoit une réaction plutôt modeste. Le EP est quand même en nomination aux Gamiq 2023.

### L'ère Michael (2024 - 2028)
En 2024, le groupe annonce l'ère Michael. La première étape se nomme Michael Caine, un album de 9 pièces plus sobre que d'habitude, et vraiment bien reçu par la critique. Michael Caine a été enregistré à Santorini en Grèce au Blackrock Studio,.

## Membres

### Membres actuels

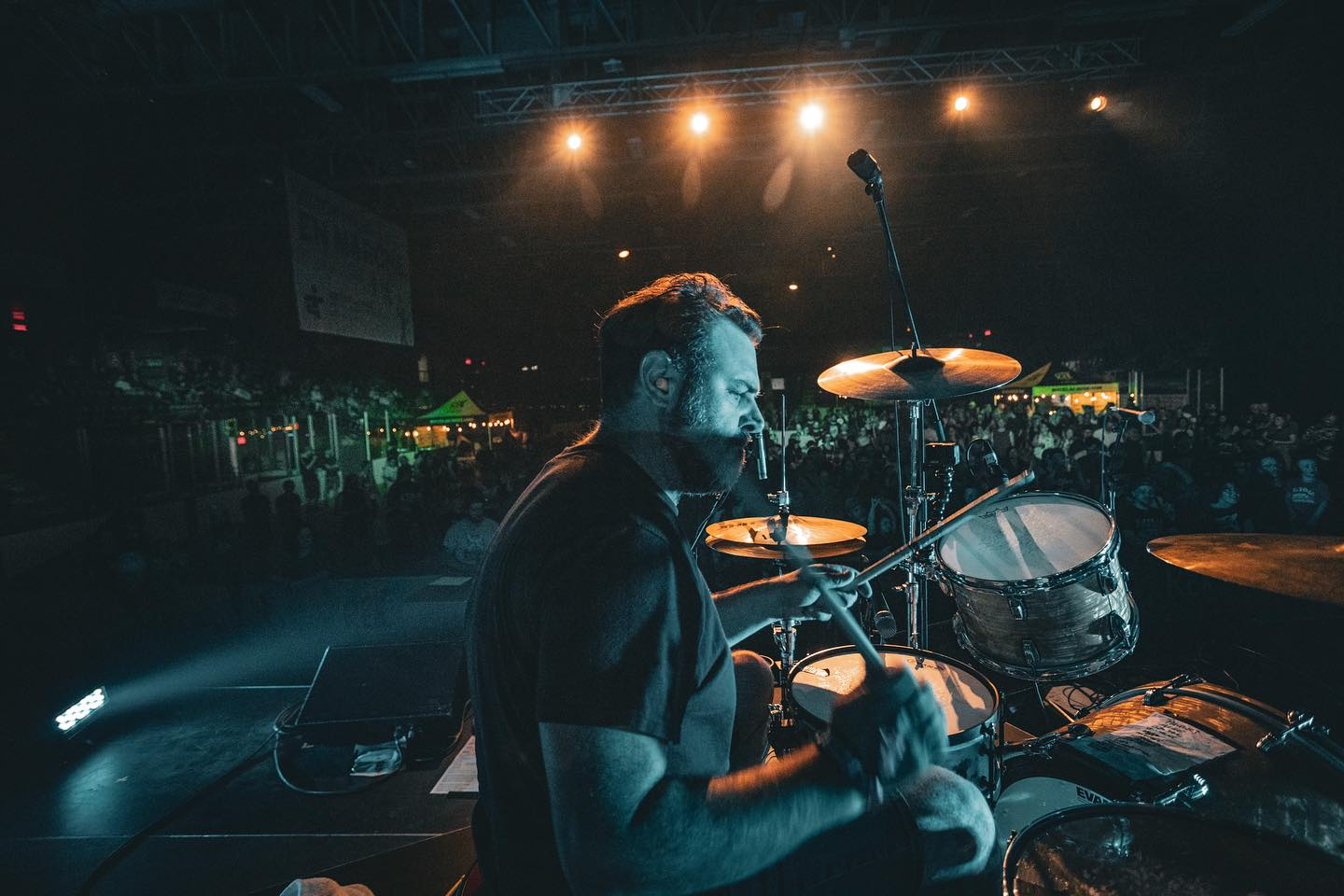
Alex Pompier

- Jessy Fuchs alias Jess Pompier - guitare,chant (depuis 2011)
- Alexandre Portelance alias Alex Pompier - batterie (depuis 2011)

### autres membres
- Fred Pompier - Clavier, Direction de tournée
- Kim Pompier la trompette qui pue - Trompette